# Hemiteles confusus
Hemiteles confusus là một loài tò vò trong họ Ichneumonidae.